# Sprecher des Senats der Freien Hansestadt Bremen
Die Sprecher des Senat der Freien Hansestadt Bremen bzw. Pressesprecher des Senats  vertreten den Senat der Freien Hansestadt Bremen in der Öffentlichkeit, vor allem gegenüber den Medien. Sie leiten die Presse- und Informationsabteilung und Pressestelle des Senats bei der Senatskanzlei.

## Sprecher des Senats
bzw. Pressesprecher seit 1950:
- 1950 bis 1961 (†): Alfred Faust, SPD, zuvor Redakteur
- 1961 bis 1970: Horst Adamietz (SPD), zuvor Journalist
- 1970 bis 1985: Manfred von Scheven
- 1990 bis 1999: Klaus Sondergeld
- 1999 bis 2007: Klaus Schloesser
- 2007 bis 2015: Hermann Kleen, SPD, zuvor MdBB
- 2015 bis 2019: André Städler, SPD
- Seit 2019: Christian Dohle zuvor Redakteur